# Kroatiska järnvägsmuseet
Kroatiska järnvägsmuseet (kroatiska: Hrvatski željeznički muzej, akronym HŽM) är ett järnvägsmuseum i Zagreb i Kroatien. Det etablerades 1991 och är Kroatiens nationella museum för järnvägshistoria. Museet ligger i  stadsdelen Trnje strax söder om Zagrebs stadskärna och är en specialiserad institution med uppgift att bevara Kroatiens järnvägshistoria. I dess utställningar visas bland annat järnvägsfordon, maskiner, apparater och annan utrusning relaterad till landets järnvägshistoria.

## Historik
Idén till att etablera ett järnvägsmuseum myntades år 1966. Den ursprungliga idén var att etablera en järnvägsavdelning inom det då redan etablerade Tekniska museet i Zagreb. På grund av bland annat utrymmesskäl realiserades inte idén. År 1990 togs åter initiativ till inrättandet av ett järnvägsmuseum och den 19 mars 1991 etablerades det Kroatiska järnvägsmuseet.